# Ársaces II da Armênia
Ársaces II (em grego: Αρσάκης; romaniz.: Arsákes; em armênio/arménio: Արշակ Բ; romaniz.: Arshak II) foi um rei da dinastia arsácida que governou o país entre 350, data da abdicação de seu pai Tigranes VII (r. 339–350), até 368, quando morreu na prisão na corte sassânida de Ctesifonte. Foi sucedido no trono por sua esposa Farranzém (r. 350–369/370), que serviu como regente de seu filho Papa (r. 370–374).